# Córrego Danta
Córrego Danta é um município brasileiro do estado de Minas Gerais. Localizado no Centro-oeste mineiro, na região do Alto São Francisco, Córrego Danta possui cerca de 3.391 habitantes e seu município tem uma área de 65,88 km².

## História
Sua história conta que em 1868 a pequena aldeia foi elevada a distrito, com o nome de São José do Córrego da Anta. Recebeu o nome de Córrego Danta em 1923 e se tornou município em 1948. Sua denominação vem da existência, na época da colonização, de manadas de antas que viviam às margens do córrego que banha a cidade.
A religiosidade é intrínseca à sua população. Tem São José como padroeiro, mas é a festa de Nossa Senhora do Rosário, que acontece todos os anos em agosto, o principal evento festivo, onde a beleza e as tradições do congado são os principais atrativos.

## Geografia
A vegetação é composta pelo cerrado. Diversos animais silvestres habitam a região, como o lobo-guará, o tamanduá e a onça-pintada.

### Hidrografia
- Córrego Danta
- Ribeirão das Araras
- Rio da Perdição
- Rio Indaiá

Todos fazem parte da Bacia do São Francisco.
Córrego Danta possui diversas belezas naturais, como cachoeiras e a Serra do Bueno, que rodeia a cidade.

### Rodovias
- BR-262
- BR-354
- LMG-891 - Rodovia Márcio Cardoso Leão